# Gurjewsk (obwód kemerowski)
Gurjewsk (ros. Гурьевск) – miasto w Rosji, w obwodzie kemerowskim. W 2010 roku liczyło 24 817 mieszkańców.
W Gurjewsku urodziła się Anna Samochina, radziecka i rosyjska aktorka teatralna i filmowa, prezenterka telewizyjna, piosenkarka.
W mieście rozwinął się przemysł cementowy, chemiczny oraz hutniczy.